# San Paolo di Civitate
San Paolo di Civitate (starożytne Teanum) – miejscowość i gmina we Włoszech, w regionie Apulia, w prowincji Foggia.
Według danych na rok 2004 gminę zamieszkiwało 6120 osób, 68 os./km².
W 1053 roku niedaleko miejscowości rozegrała się Bitwa pod Civitate.